# Thailand Circuit
Der Thailand Circuit (thailändisch: ไทยแลนด์เซอร์กิต), auch Nakhonchaisri Motor Sport Complex genannt, ist eine Motorsport-Rennstrecke in Thailand, die 1989 als zweite permanente Rennstrecke des Landes eröffnet wurde.

## Geschichte
Ursprünglich eine seit 1980 bestehende Motocrossstrecke, wurde der Thailand Circuit 1989 zu einer permanenten asphaltierten Rennstrecke erweitert.

## Veranstaltungen
Auf der Strecke finden Tourenwagen- und Motorradrennen statt.

## Sonstiges
Im November 2021 war die Strecke infolge heftiger Regenfälle 2 m hoch überflutet. Daraufhin wurden auf dem Kurs Bootsrennen abgehalten.